# Крейвен, Дэн
Дэн Крейвен (англ. Dan Craven; род. 1 февраля 1983, Очиваронго) — намибийский профессиональный шоссейный велогонщик.

## Биография
Родился 1 февраля 1983 года в Очиваронго. Дэн Крейвен серьезно увлекся велоспортом во время учебы в университете Стелленбоса (ЮАР), где он изучал политологию, философию и экономику. После окончания учебного заведения в 2005 году Дэн переехал в Швейцарию, в надежде заняться велоспортом профессионально.
В 2008 году на Чемпионате Африки, проходившем в Касабланке, намибийский завоевал золотую медаль в групповой гонке и бронзовую медаль в гонке с раздельным стартом. Этот успех привлек внимание менеджеров команды Rapha Condor и в 2009 году Дэн присоединился к этому проекту, за который выступал три года. Самым крупные достижением с составе британской команды стала победа на 3 этапе Вуэльты Леона.
В 2012 году стал чемпионом Намибии в групповой гонке и гонке с раздельным стартом, а также принял участие в Олимпийских играх в Лондоне, однако завершить дистанцию групповой гонки ему не удалось.
На чемпионате Африки 2013 года, проходившем в Шарм-эш-Шейхе завоевал серебряную медаль в групповой гонке. В марте 2014 года он выиграл генеральную классификацию Тура Камеруна. 
С 1 июля 2014 года по 2015 год Дэн Крейван — гонщик команды высшего дивизиона TotalEnergies. В 2016-2017 годах выступал за проконтинентальную команду Cycling Academy Team.
Участник Олимпийских Игр в Рио-де-жанейро 2016 года.

## Личная жизнь
Дэн Крейвен — внук Дэни Крейвена, бывшего южноафриканского регбиста.